# Azraqiten
Die Azraqiten (arabisch أزارقة, DMG Azāriqa) waren eine extreme charidschitische Sekte, die sich in den 680er Jahren  in Basra herausgebildet hat und später mit großer Brutalität gegen andersgläubige Muslime im Irak und im südlichen Iran vorgegangen ist. Sie konnte erst 698 vernichtet werden.
Nāfiʿ ibn Azraq, nach dem die Sekte benannt ist, gehörte zu denjenigen Charidschiten, die 683 zunächst Abdallah ibn az-Zubair unterstützten und zu ihm nach Mekka zogen, sich dann aber von ihm lossagten, als sie erkannten, dass er ihre politischen Auffassungen nicht teilte. Als Ibn Zubayr noch im gleichen Jahr einen Gouverneur in Basra einsetzen wollte, leistete Ibn al-Azraq mit anderen Charidschiten dagegen Widerstand.
Ibn al-Azraq wurde zwar schon recht bald im Kampf getötet, doch weigerten sich seine Anhänger, den Kampf aufzugeben, und zogen sich mit einer großen Anzahl nach Osten, in die Provinz Chusistan, zurück. Von dort aus zogen sie plündernd und brandschatzend durch das Hinterland von Basra und al-Ahwāz. Muslime, die in ihren Ansichten von ihnen abwichen oder die sich weigerten, ihnen zu folgen, wurden einschließlich ihrer Kinder und Frauen getötet. Diese Praxis wurde Istiʿrāḍ genannt. Nur diejenigen wurden verschont, die die Azraqiten aktiv unterstützten.
Der südarabische Heerführer Al-Muhallab ibn Abī Sufra, den Musʿab ibn az-Zubair 686 für das mekkanische Kalifat gewonnen hatte, konnte zwar die Umgebung von Baṣra von den Azraqiten befreien, doch zogen sich diese in den Iran zurück und setzten dort ihre Umtriebe fort. Als sie 687 Isfahan belagerten, konnte sie der dortige zubairidische Gouverneur ʿAttāb ibn Warqāʼ durch einen überraschenden Ausfall in die Flucht schlagen. Allerdings zogen die Azraqiten unter ihrem neuen Anführer al-Qaṭarī ibn al-Fuǧāʿa schon bald wieder gegen den Irak. Nachdem die Umayyaden 691 die Herrschaft im Irak übernommen hatten, beauftragten sie erneut Muhallab erneut mit der Bekämpfung der Azraqiten. Er konnte die durch innere Spaltungen geschwächte Sekte 698 vernichtend schlagen.
Die Azraqiten vertraten die Lehre, dass die Nichtbefolgung der Satzungen der Sekte dem Abfall vom Islam gleichkomme, der den Tod für die Abtrünnigen und deren gesamter Familie zur Folge haben solle. Allerdings war die Tötung von Nichtmuslimen verboten.